# František Antonín Špork
František Antonín hrabě Špork (9. března 1662 Lysá nad Labem – 30. března 1738 Lysá nad Labem) byl český šlechtic německého původu, skutečný tajný rada, komoří a český místodržící, mecenáš umění.

## Život

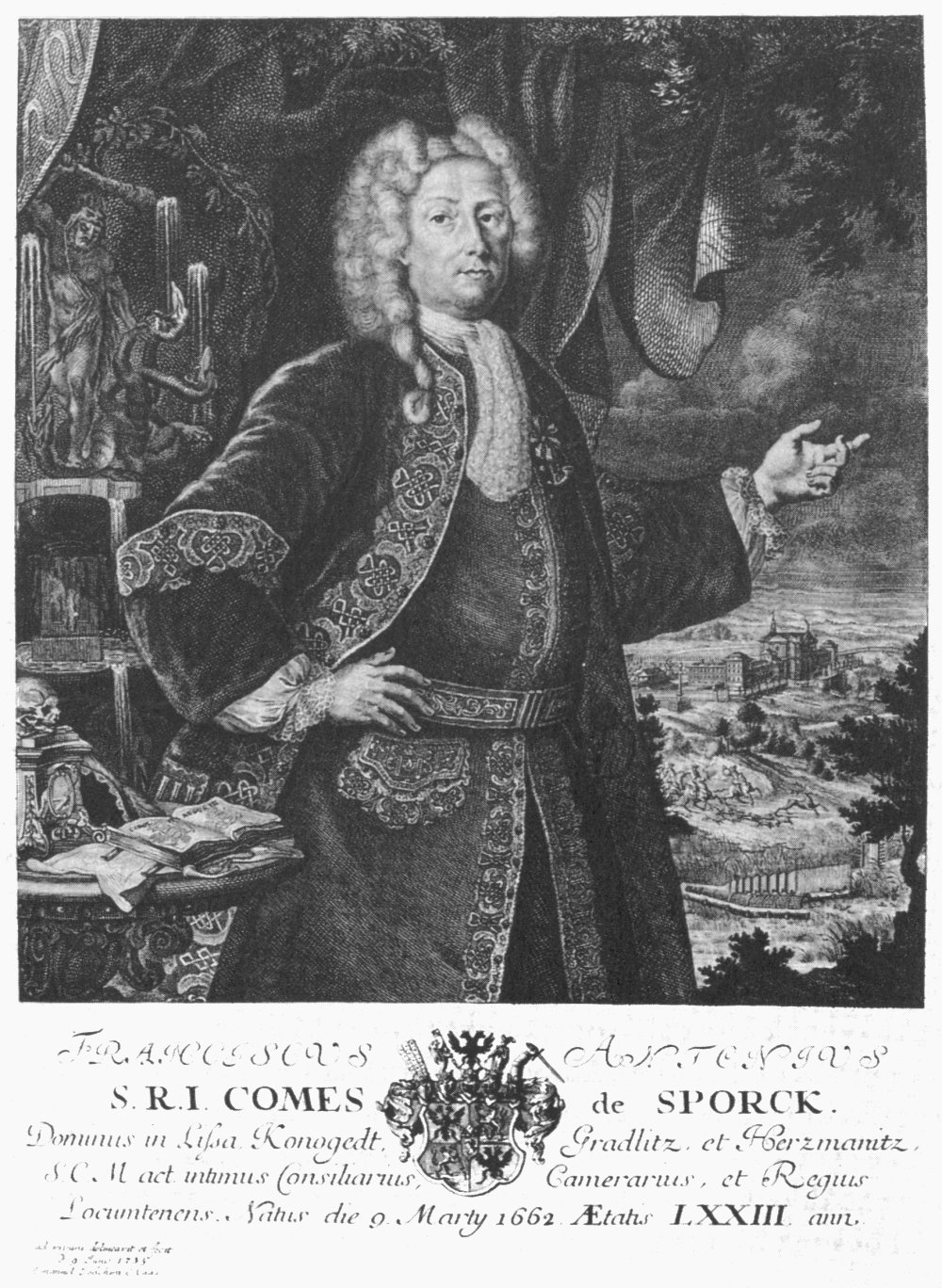
Hrabě František Antonín Špork na rytině J. E. Haase z roku 1735

### Původ
Jeho otec Jan Antonín Sporck pocházel z chudých selských poměrů v obci Westerloh (nyní část města Delbrück) u Paderbornu ve Vestfálsku a jako mladý vstoupil do armády. Po boku svého bratra roku 1620 bojoval nejprve v bitvě na Bílé hoře proti oddílům českých povstalců. V habsburské císařské armádě se vyznamenal až během bojů proti Turkům. Za to byl povýšen do šlechtického stavu s titulem říšský hrabě a odměněn statky v Čechách. Přikoupil panství Lysá nad Labem, sousední panství a postupně další statky. Jeho syn František Antonín byl pánem Malešova, Lysé nad Labem, Konojed, Choustníkova Hradiště a Heřmanic.

### Studia
František Antonín se jako osmiletý stal žákem jezuitského gymnázia v Kutné Hoře, na kterém studoval do svých 13 let. Ve studiích pak pokračoval na pražské Karlo-Ferdinandově univerzitě, kde se věnoval nejen filosofii a právu, ale zajímal se i o teologii. Po studiu se ve svých sedmnácti letech vydal na tzv. kavalírskou cestu po Evropě, během níž navštívil Itálii, Francii, Anglii, Holandsko a Německo. Během dvouletého pobytu v zahraniční, zejména v románských zemích, tj. v Itálii a na francouzském dvoře, získal značné znalosti o nejnovějším vývoji v oblasti architektury, sochařství, malby, rytectví a též o divadle, opeře a commedii dell'arte, o loveckých hudebních nástrojích, o poezii a umění rétoriky. Ve Francii se setkal s učením nizozemského teologa Cornelia Jansena, původce hnutí, známého jako jansenismus.

### Publikační činnost
Hrabě František Antonín Špork vystupoval jako ostrý kritik společenských a náboženských poměrů monarchie a jako zastánce myšlenek náboženské tolerance, stoupenec jansenismu a svobodných zednářů. Na podporu těchto myšlenkových proudů vydával knihy ve své tajné soukromé tiskárně. Vyzrazení tiskárny v Lysé nad Labem nezůstalo bez následků. Dlouhý, pětiletý soudní proces vyvrcholil roku 1729 konfiskací knihovny (12 naložených vozů) a obžalobou z kacířství. Knihy se pokusil uschovat v Konojedech, vojáci je však našli i tam. Vyšetřovatelem byl z vůle biskupa v Hradci Králové známý Antonín Koniáš. Díky vlivným přátelům Špork vyvázl jen s vysokou pokutou.

### Smrt

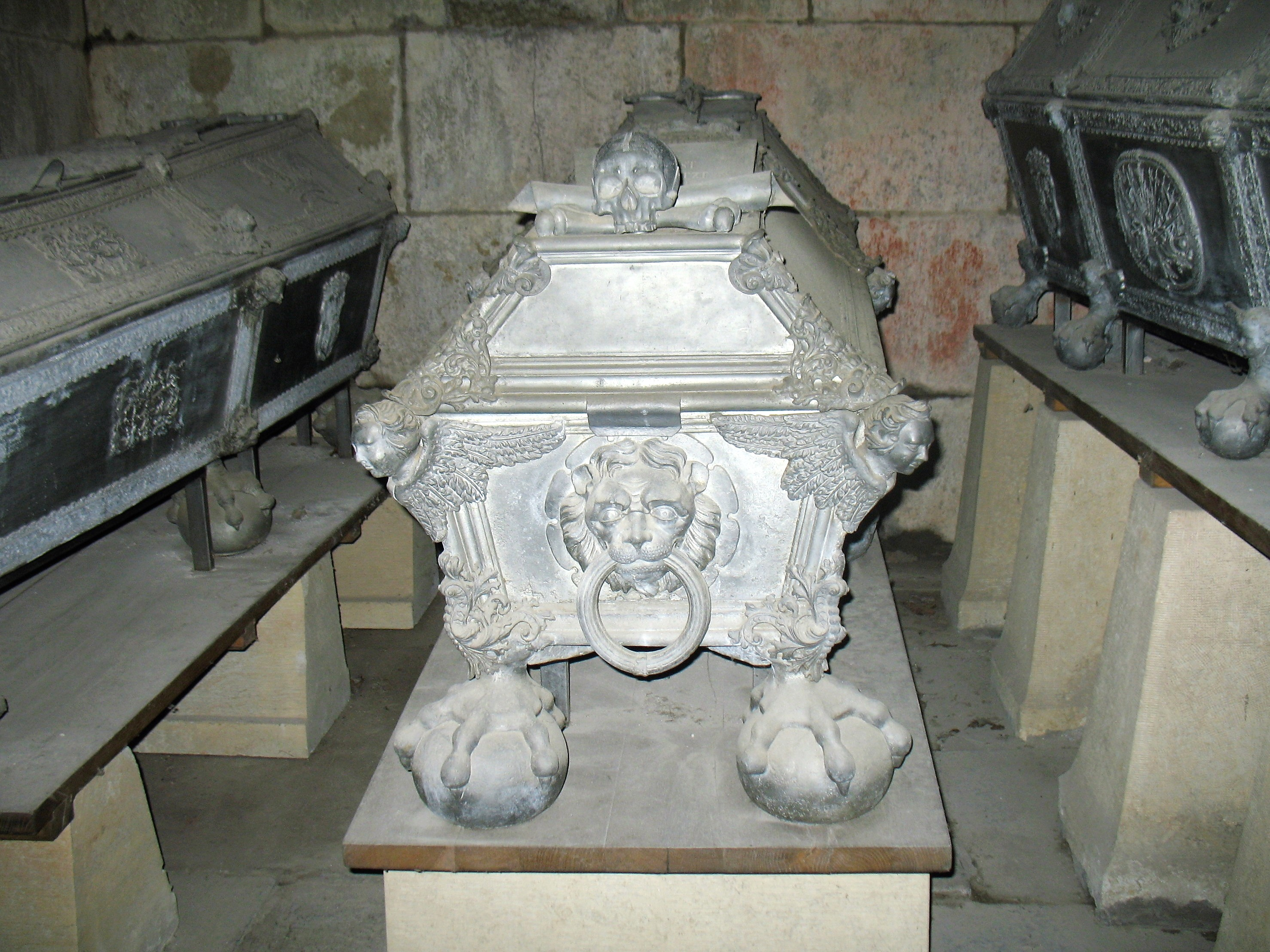
Rakev s ostatky Františka Antonína Šporka v rodinné hrobce v Kuksu

Zemřel 30. března 1738 na zámku v Lysé nad Labem a byl pohřben v rodinné hrobce, která se nachází v kryptě pod kostelem Nejsvětější Trojice v areálu hospitalu v Kuksu. Záhy po jeho smrti se přihlásilo několik Židů se směnkou na 300 000 zlatých. Až po zdlouhavém soudním líčení se prokázala směnka jako falešná a jen díky přímluvě pozůstalých nebyli podvodníci popraveni.

## Rodina
František Antonín se v roce 1686 oženil s dvacetiletou Františkou Apollonií, rozenou von Swéerts zu Reist (1667–1726), příslušnicí slezské šlechty původem z Bruselu. Ze šťastného manželství se narodily tři děti: dcery Eleonora Františka (1687–1717) a Anna Kateřina (1689–1754) a syn Jan František Antonín Josef Adam (narozen 1699), který však zemřel ve věku necelých dvou měsíců. V roce 1718 hrabě Špork přijal za adoptivního syna Františka Karla ze Swéerts-Reistu, manžela své dcery Anny Kateřiny, který se stal spolu se svou manželkou dědicem šporkovského majetku a nositelem spojeného rodového jména Swéerts-Sporck.

## Mecenášství
V Kuksu vybudoval a finančně zajistil špitál pro sto chudých lidí a válečných vysloužilců, rozmnožil peněžní fondy vojenské invalidovny v Karlíně, u pražských trinitářů složil kapitál, jehož úroky šly na vykupování křesťanských zajatců a vyplácení pražských dlužníků. Na lyském panství poblíž Byšiček zřídil špitál pro 24 chovanců, zámek v Konojedech přestavěl na špitál pro 50 osob.

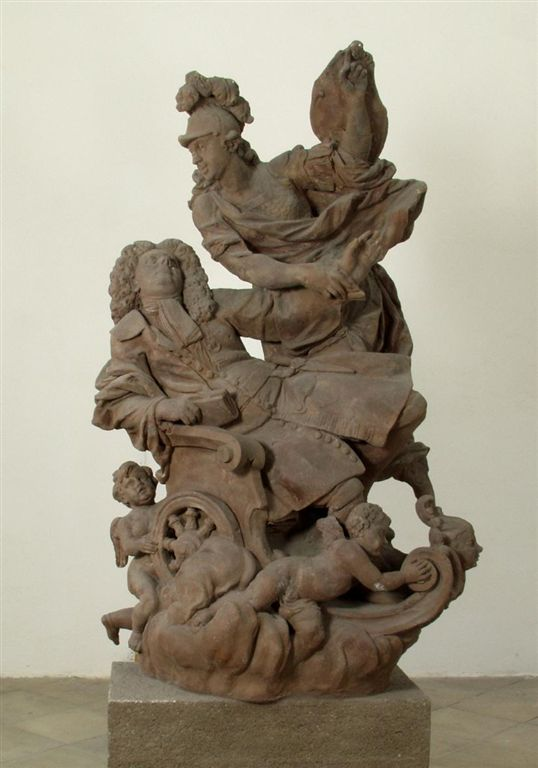
Matyáš Bernard Braun: socha hraběte Františka Antonína Šporka z parku u zámku Valeč

### Výtvarné umění a architektura
Špork pak proslul zejména jako mecenáš významných umělců (především sochaře Matyáše Bernarda Brauna a rytce Michaela Rentze). Jeho jméno je trvale spojeno s vybudováním lázní a velkolepého špitálu pro invalidy v Kuksu, přestavbou areálu zámku v Lysé nad Labem či vybudováním nedalekého zámečku Bon Repos u Staré Lysé.
Pro augustiniány vystavěl klášter v Lysé, jehož předchůdce byl zničený za husitských válek, do Choustníkova Hradiště uvedl řád celestýnek řehole sv. Augustýna. Na vrchu Vysoká u Suchdola v okrese Kutná Hora postavil letohrádek Belveder s osmibokou kaplí sv. Jana Křtitele a s poustevnami. Na svém konojedském panství v severních Čechách přestavěl a vybavil kostel ve Valkeřicích s přilehlou farou. Novému Městu pražskému věnoval ke kostelu sv. Štěpána morový sloup, do nového klášterního kostela sv. Voršily koupil u malíře Lišky obraz hlavního oltáře. Nechal také postavit pomník Karla VI. v Hlavenci k příležitosti slavnostního honu za účasti císaře.  

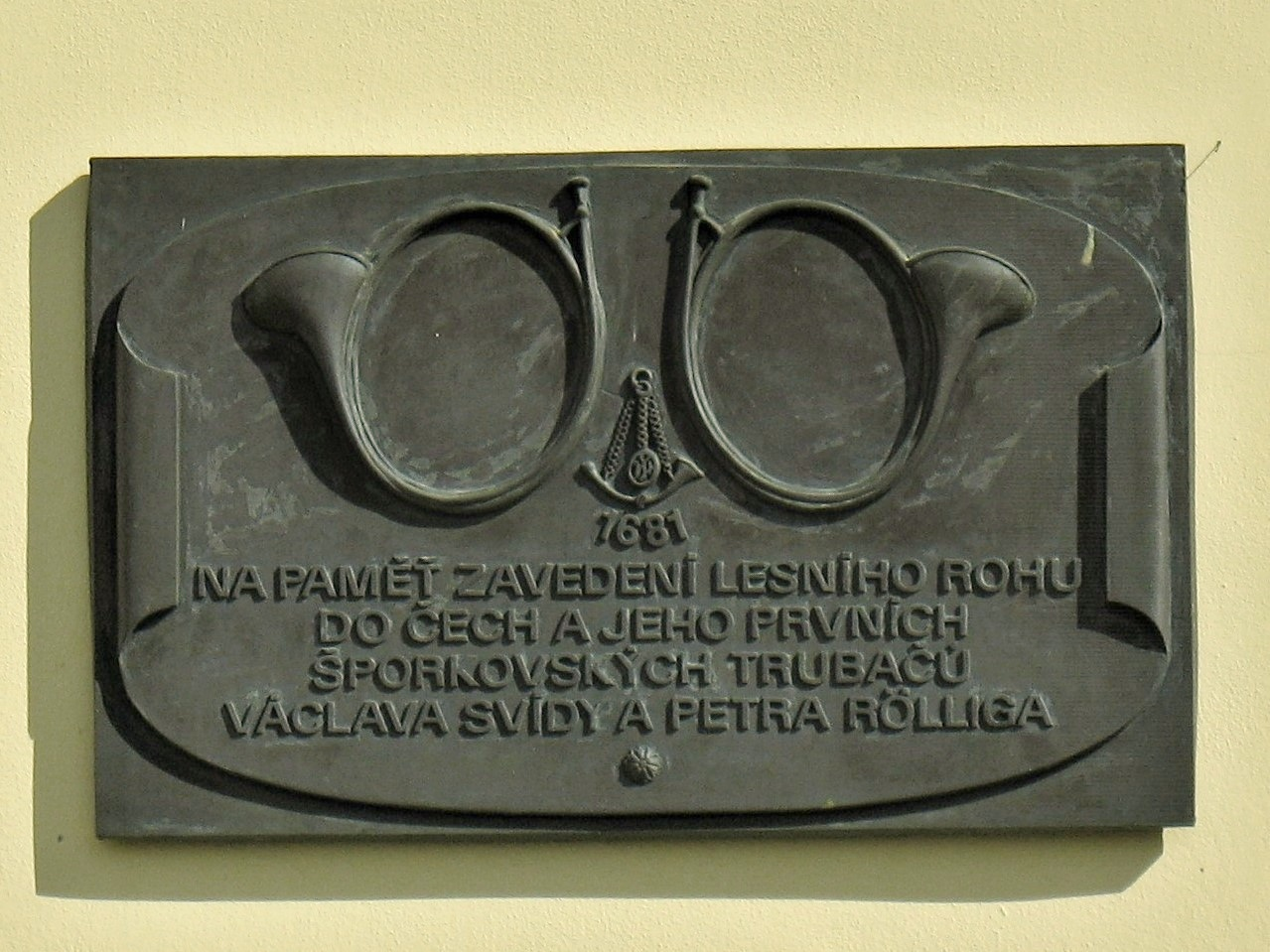
Pamětní deska na nádvoří zámku v Lysé nad Labem, připomínající první uvedení lesního rohu v Čechách

Na svých panstvích v Kuksu a v okolí Lysé nad Labem vybudoval řadu pousteven (tzv. eremitáží), doplněných sochařskou a malířskou výzdobou, odpočinkovými místy a zahradami, o něž pečovali dosazení poustevníci. Poblíž dnes již zaniklého zámku a lázní v Kuksu nechal postavit dřevěnou budovu divadla, stejně jako v areálu paláce v Hybernské ulici, kde byla od roku 1701 provozována první veřejně přístupná divadelní scéna  v Praze. 

### Hudba
Zaplatil vydání kancionálu Slavíček rájský (1719), který sestavil Jan Josef Božan. Hrabě Špork byl jedním z prvních, kdo do českých zemí uvedli lesní roh, čímž položil základy české hudební školy na tento nástroj. Jeho zásluhou také do Čech přicházeli velcí zahraniční hudební mistři. Na jeho pozvání například Antonio Vivaldi se svým souborem opakovaně účinkoval ve Šporkově pražském operním divadle, poprvé roku 1730, kde zaznělo celkem šest Vivaldiho oper, z toho dvě premiéry komponované pro Prahu (jsou zde uvedeny tučným písmem), které zřejmě řídil sám autor: Argippo (RV 697), Farnace (RV 711-C), obě v roce 1730, Alvilda, regina de' Goti (RV 696/nclass. RV Anh. 88, v roce 1731), Doriclea (RV 708/RV 706-E, 1732), Dorilla in Tempe (RV 709-B, 1732). Svou hudbu mu z Lipska zasílal i Johann Sebastian Bach.

### Lov a Řád svatého Huberta
Hrabě Špork na základě poznatků, získaných při návštěvě Francie, zavedl v Čechách parforsní hony, použití lesního rohu a lovecké hudby. Založil dva řády – lovecký Řád svatého Huberta,jehož byl velmistrem, a Řád orla s křížem.

### Medaile
Nebylo neobvyklé nechat se během života i několikrát portrétovat, ale jen velmi výjimečně si soukromník nechal zhotovit více než jednu medaili. To platí i pro české mincovní pány, kteří měli právo razit vlastní mince. O to více vystupuje postava hraběte Šporka, kterého jeho deset medailí řadí k zcela výjimečným milovníkům medailí, jako byli v Římě princové Pavel Orsini či Livio Odeschalchi.

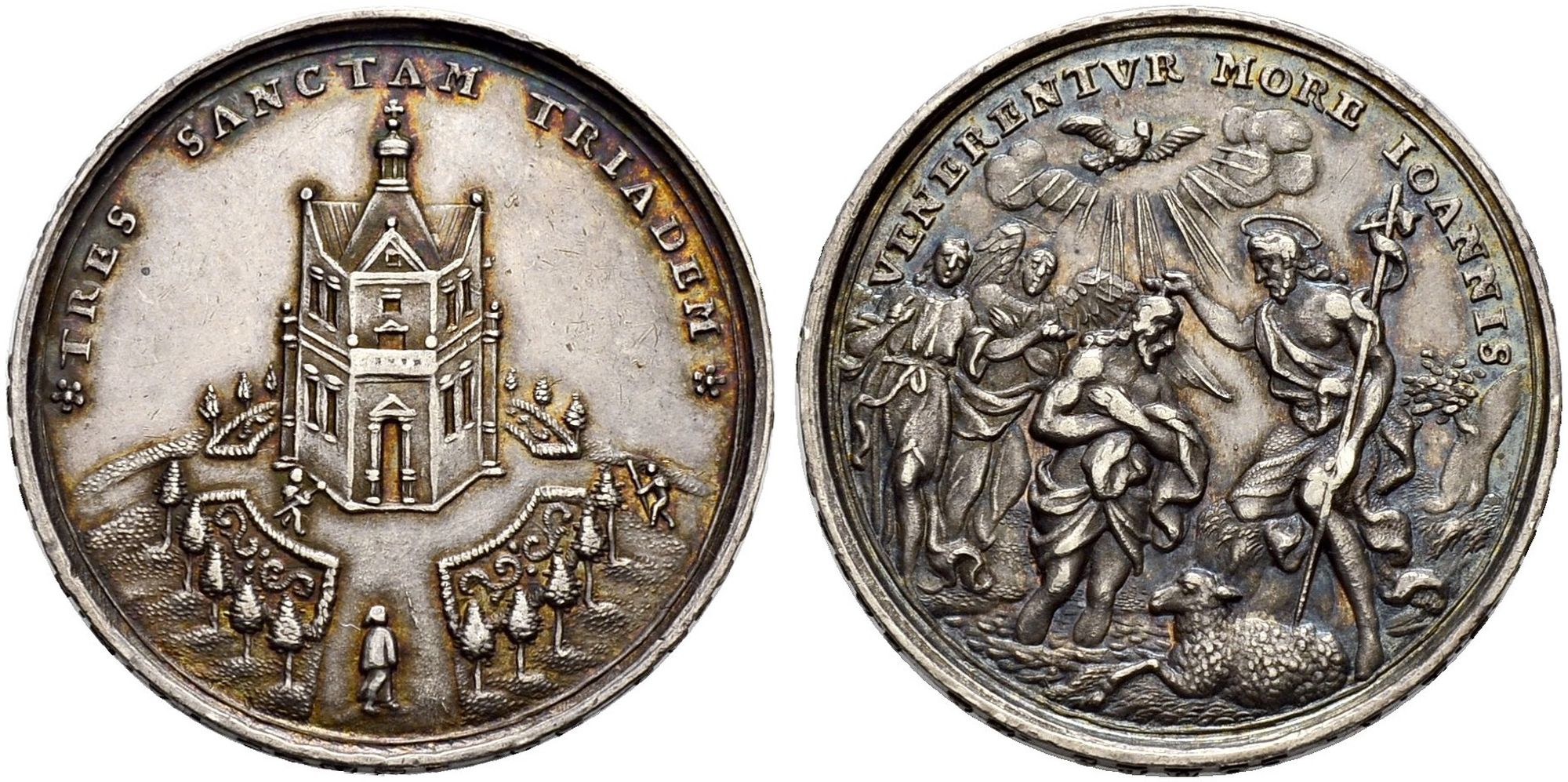
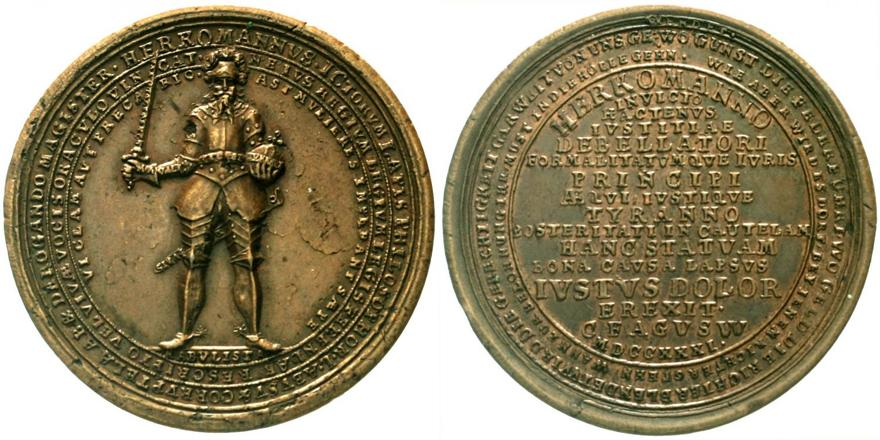
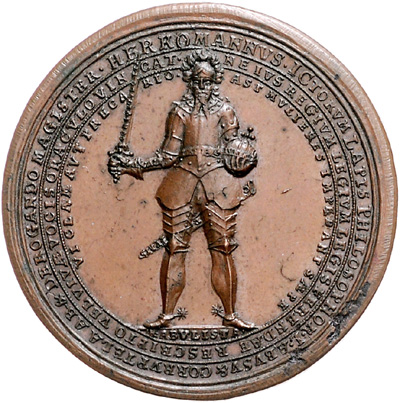
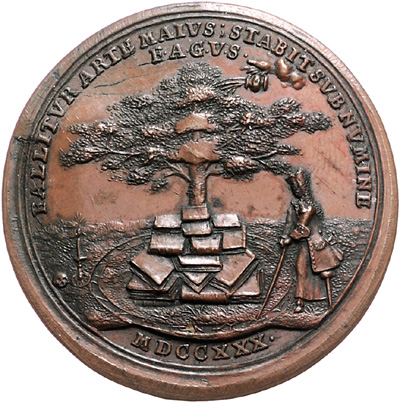
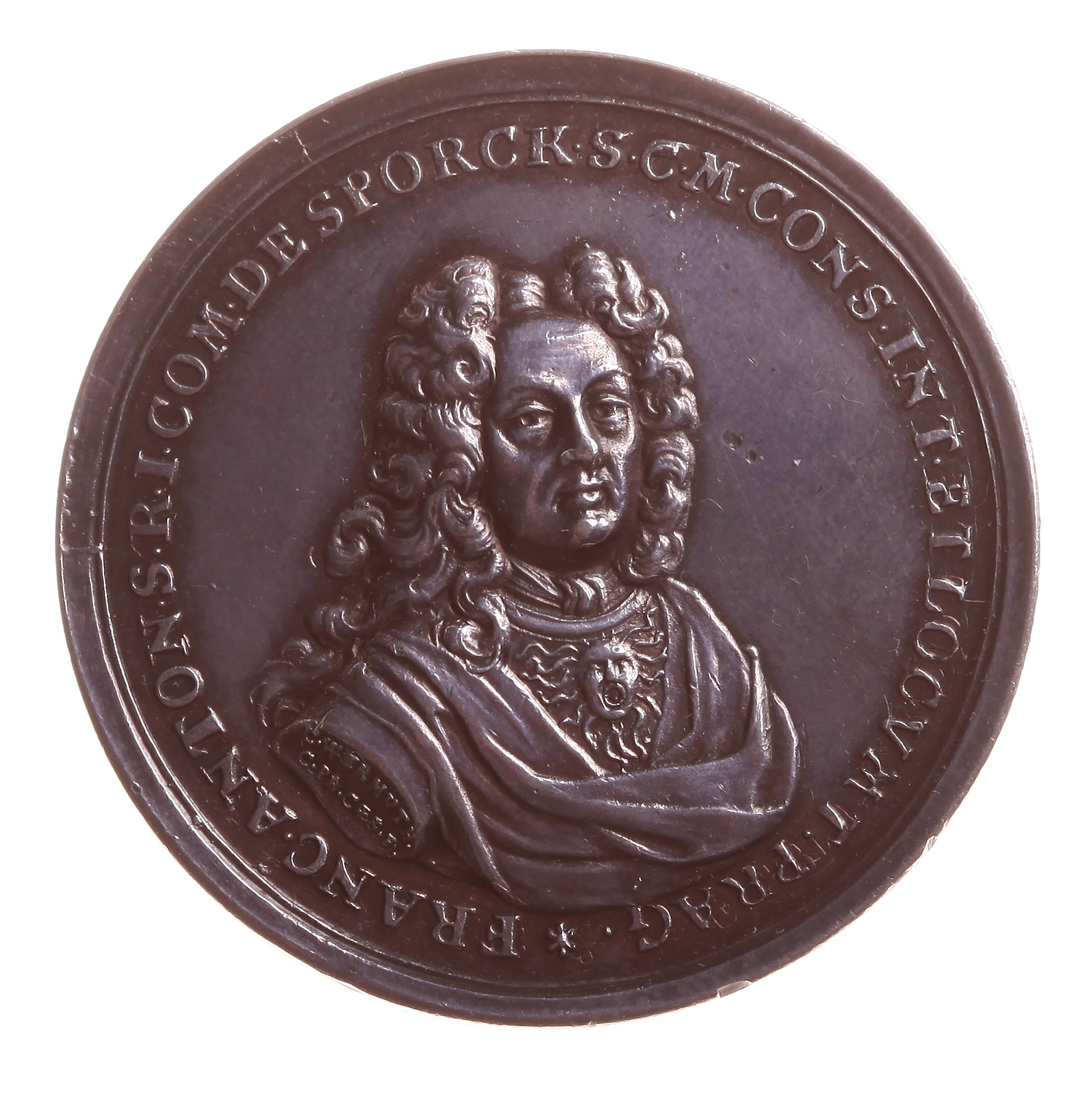
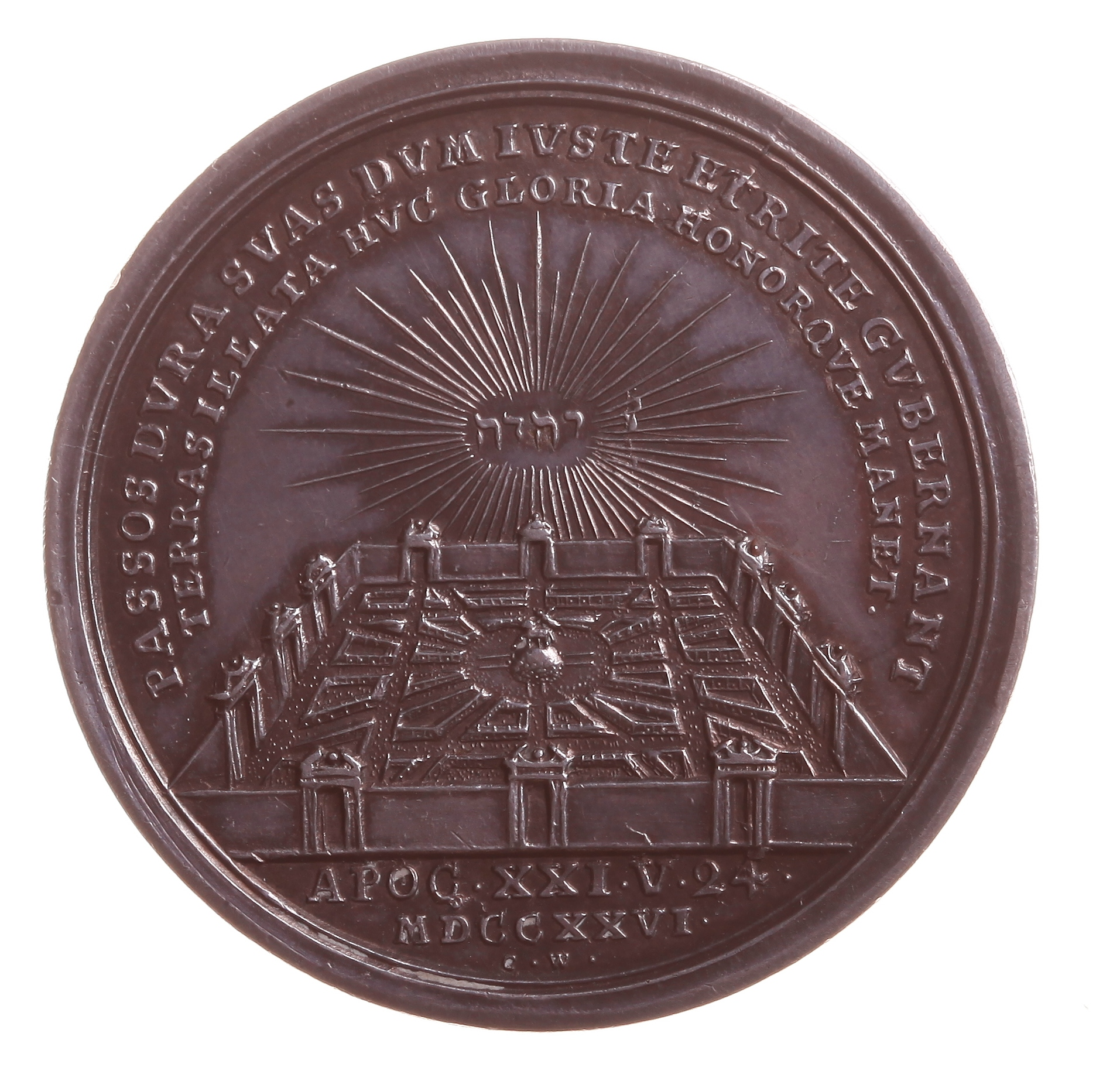
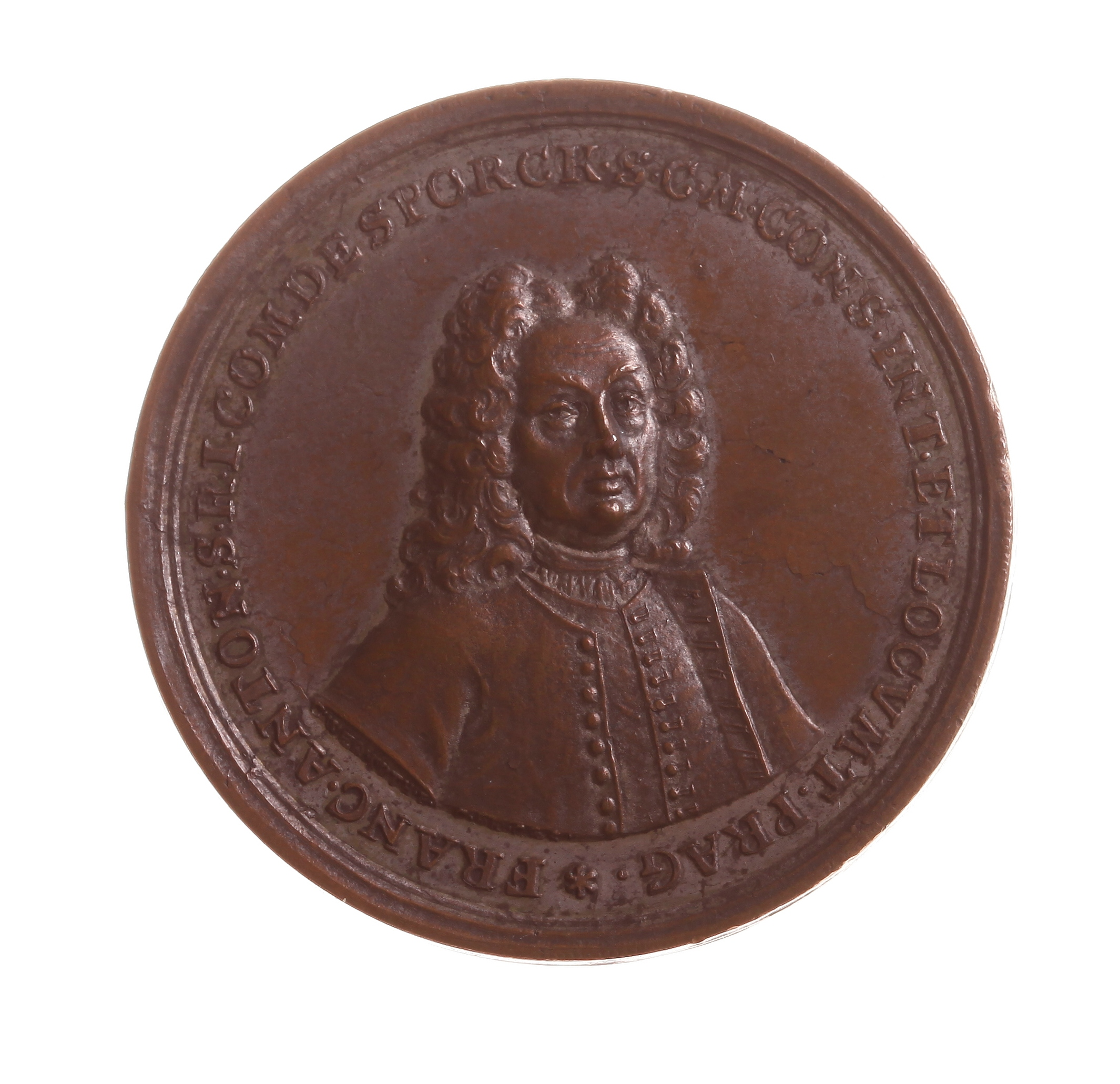
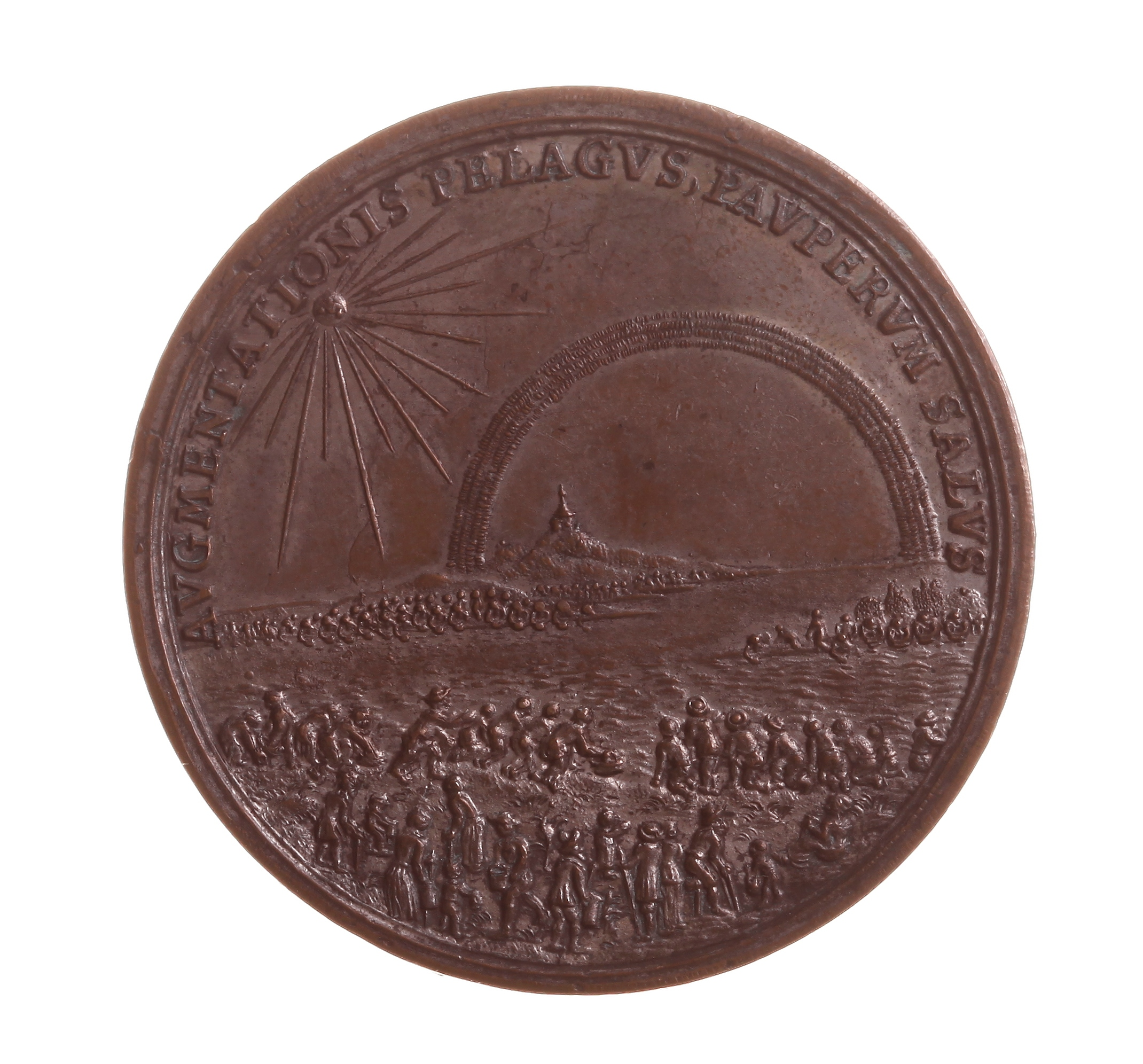
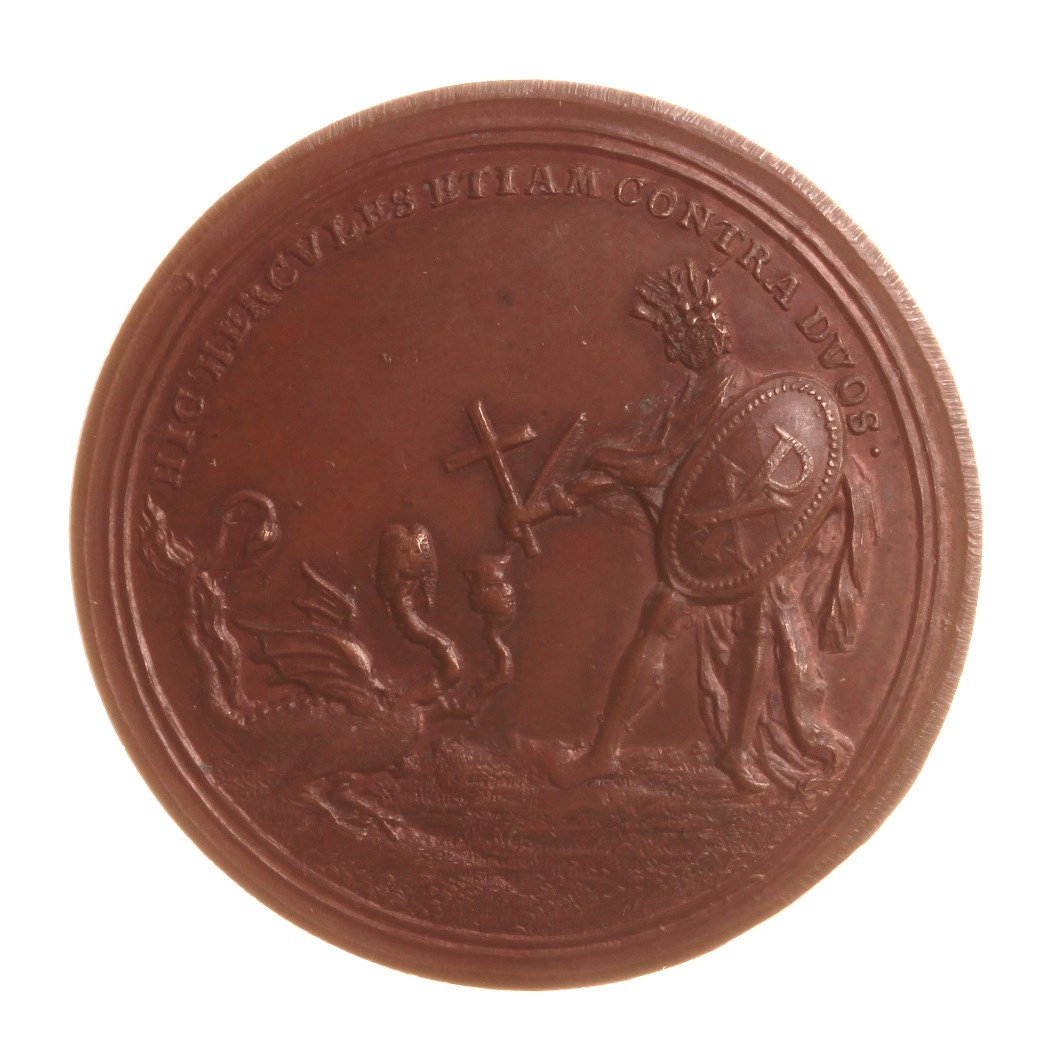
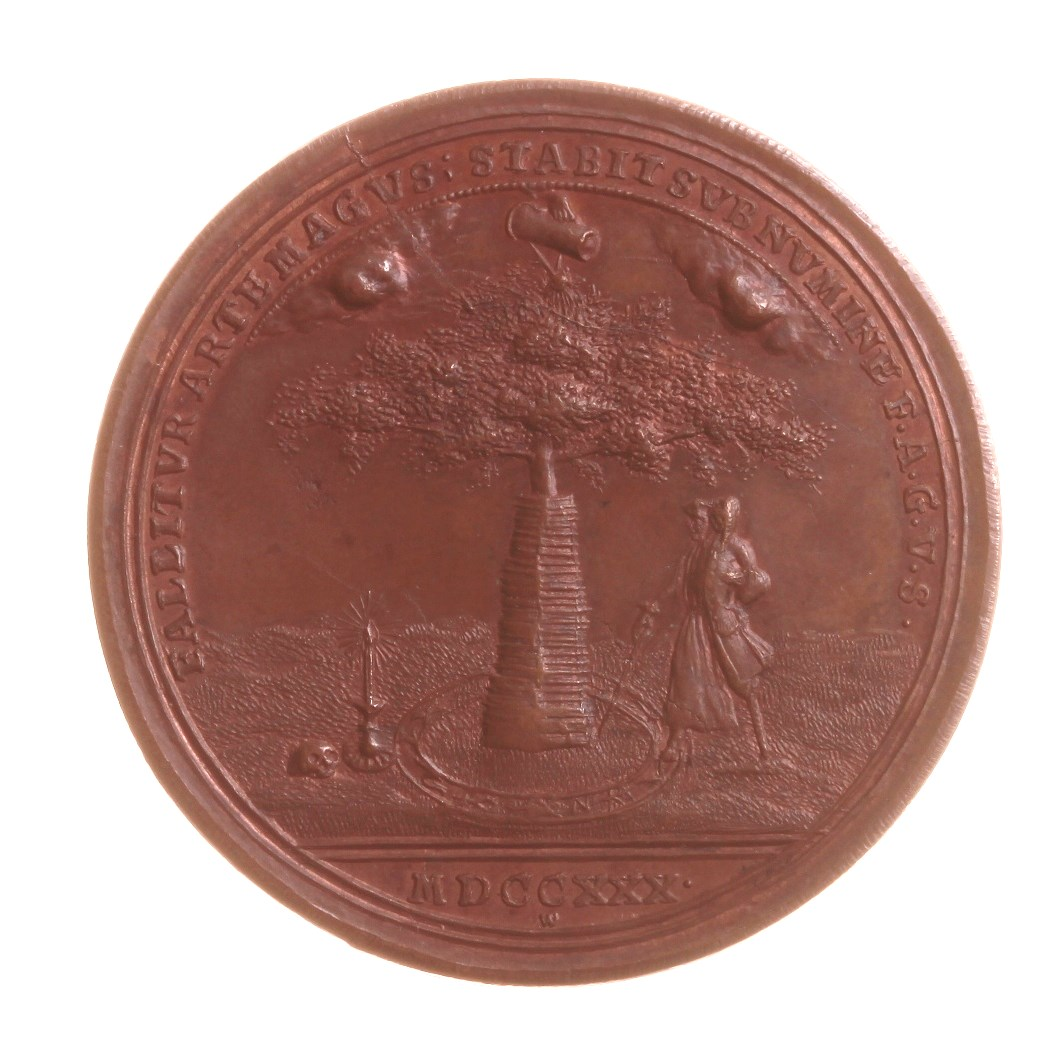
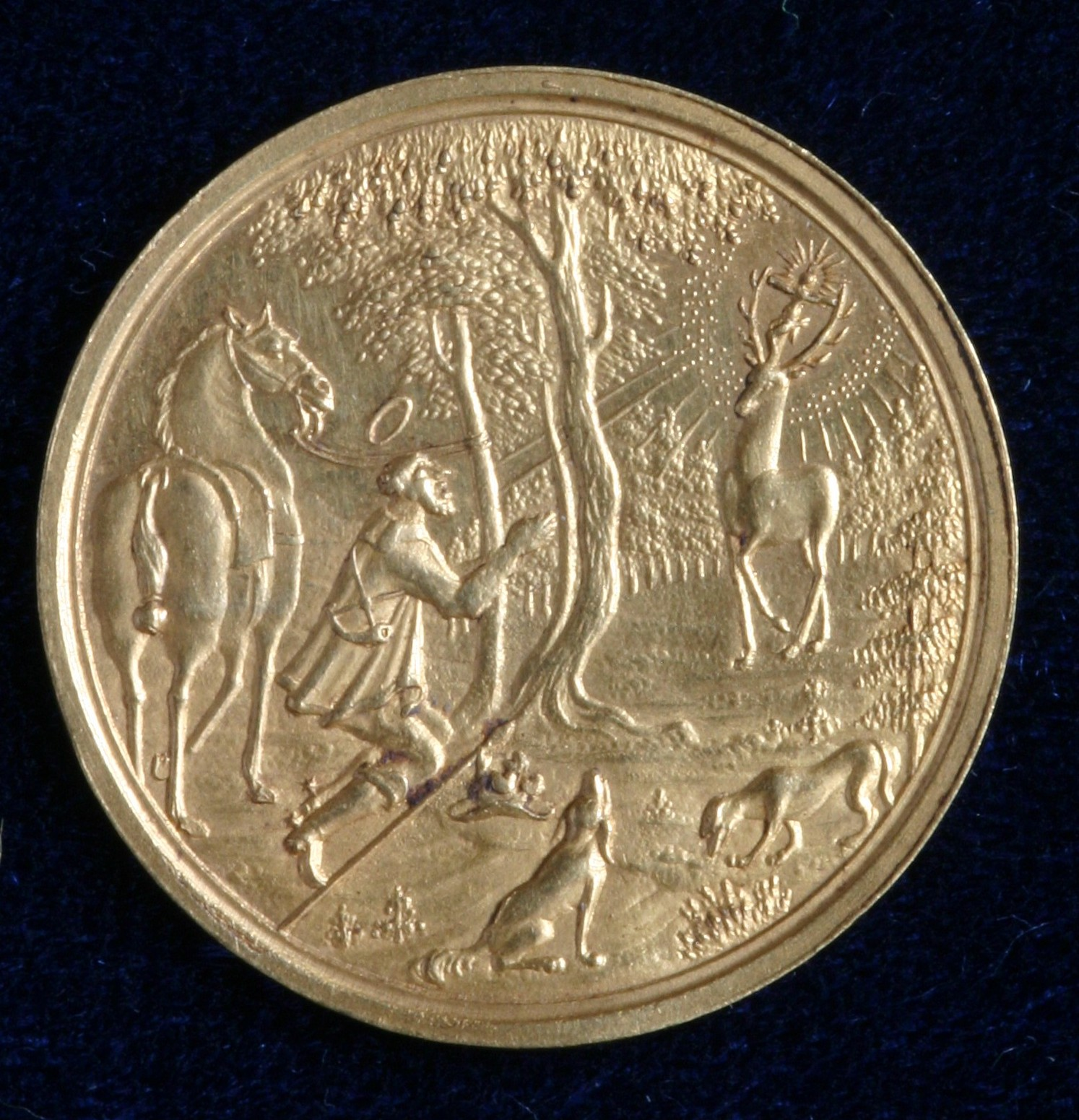
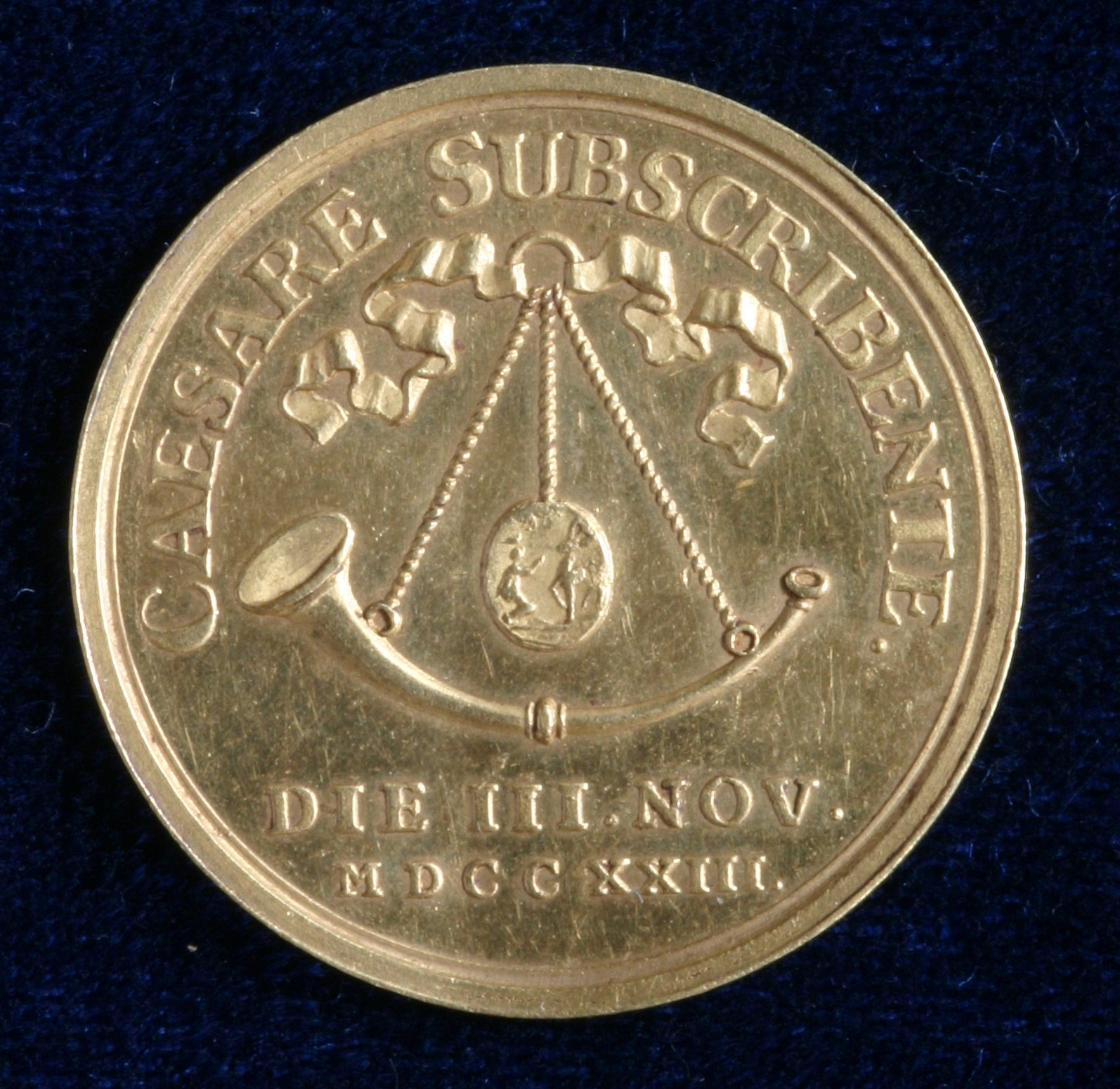

## Obraz F. A. Šporka v literatuře
Nejstaršími dokumenty jsou záznamy vzpomínek Šporkových současníků a zároveň služebníků, hofmistra a dvorního kapelníka Tobiáše Seemana, pocházejícího z Valkeřic, a Šporkova „pážete“ Ferdinanda Rakovského. Tyto zdroje doplňují četné další dobové materály světského i církevního původu. 

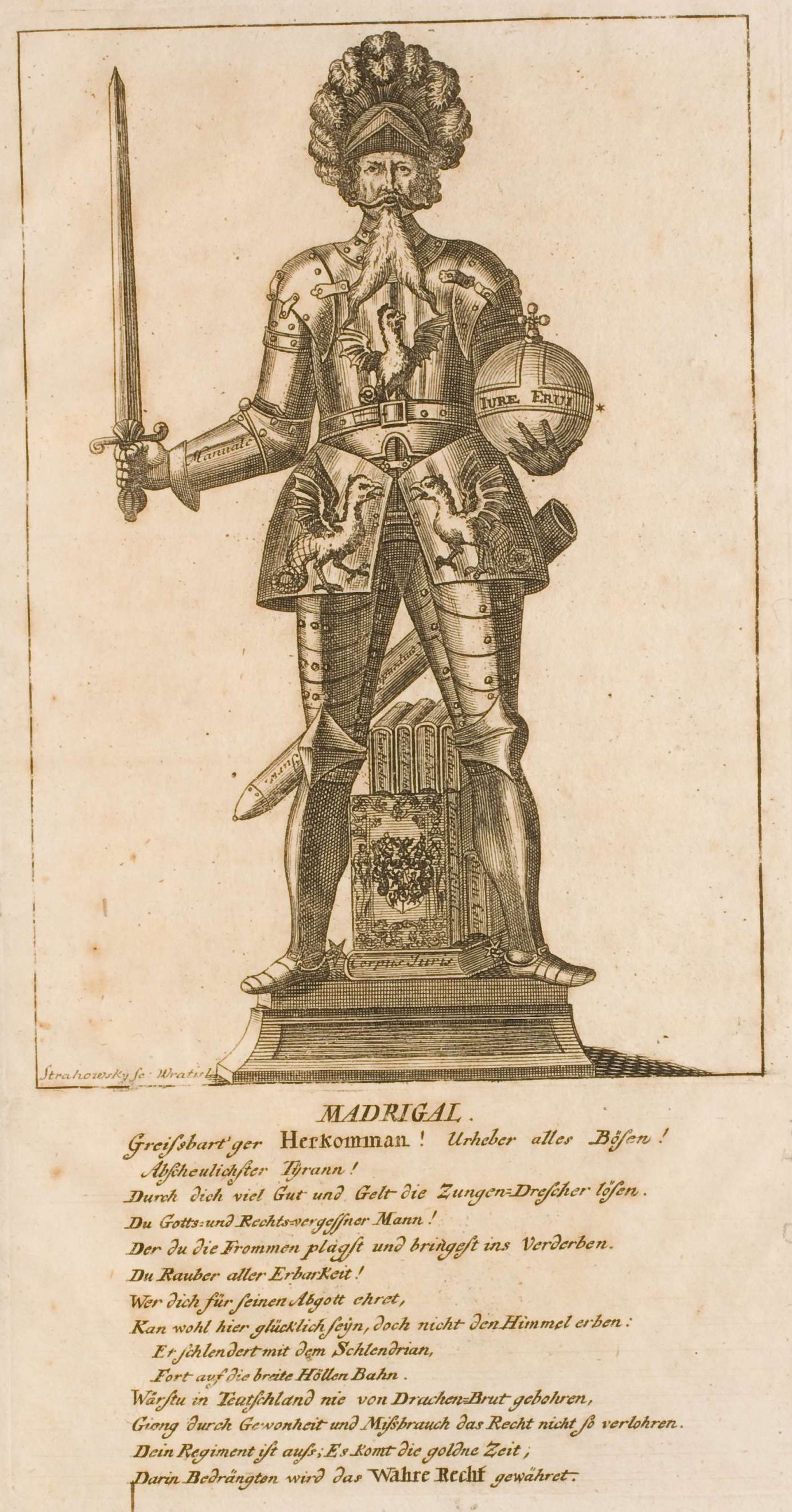
Bartoloměj Strahowski: Vyobrazeni Herkommana/Zvykomila v knze Popis lázní Kuks ležících na Labi v království českém z roku 1722

Z těchto zdrojů mj. čerpá i nejrozsáhlejší dílo o Šporkovi v oblasti literatury faktu, publikace historika Pavla Preisse (1926 – 2023), jejíž 1. vydání vyšlo pod názvem Boje s dvouhlavou saní v roce 1981, druhé, rozšířené a přepracované vydání, nazvané František Antonín Špork a barokní kultura v Čechách, pak vydalo nakladatelství Paseka v roce 2003. Několik odborných prací (Kacířský proces s hrabětem F. A. Šporkem v právně historickém a teologickém kontextu, Proč hrabě Špork seděl ve vězení pro dlužníky: Právně historická analýza jednoho sporu hraběte Šporka s advokátem Neumannem (k 350. výročí narození hraběte Františka Antonína Šporka, Záhady kolem sňatku Anny Kateřiny Šporkové), zabývajících se některými konkrétními událostmi ze života hraběte F. A. Šporka a jeho rodiny, publikoval církevní právník, kanovník Královské kanonie premonstrátů na Strahově, Ignác Antonín Hrdina (1953 – 2022).

### Omyly a nepřesnosti autorů beletrie
Osobnost Františka Antonína Šporka, výrazně přesahujícího svým životem a aktivitami charakter dané doby, inspirovala i některé autory beletristických děl. Tyto počiny však přispěly nejen k popularizaci osudů hraběte Šporka, ale i ke vzniku některých omylů a vytrvale se opakujících legend, které se tradují až do 21. století. Zřejmě největším z těchto omylů je spojování F. A. Šporka se založením první zednářské lóže v Praze. Podle jedné legendy měla být tato první lóže založena 24. června roku 1726 v pražském paláci hraběte Františka Antonína Šporka. Autorem tohoto tvrzení o události, která se údajně měla odehrát půl druhé století před jejím zveřejněním, byl spisovatel Karel Sabina, který příběh publikoval v časopise Zlatá Praha. Toto tvrzení pak převzal spisovatel a novinář Josef Svátek a použil jej ve svém populárním románu Hrabě Špork z roku 1889, který v opakovaných vydáních vychází dodnes (např. v roce 2017 v nakladatelství Stefanos). Svátkovo chybné tvrzení dokonce převzali i někteří další čeští autoři beletrie, publikující v 21. století - například Vlastimil Vondruška v tetralogii Kříšťálový klíč (IV. díl - Hejnické pastorále, Brno: MOBA, 2021), nebo Zuzana Koubková v povídkové knížce Koniášův klíč (Brno: MOBA 2021).
Ve skutečnosti, jak prokázal např. historik Josef Volf, v červnu roku 1726 nebyli v Praze ani Špork, ani Anthony Sayer, velmistr první Velké anglické lóže, který se údajně měl založení pražské lóže zúčastnit. František Antonín Špork navštivil Anglii jako mladík na přelomu 70. a 80. let 17. století během své kavalírské cesty po Evropě, kdy sice v Anglii již působili někteří svobodní zednáři, ale první Velká zednářská lóže byla v Londýně založena až v roce 1717. První prokazatelně existující lóže na českém území vznikla v Praze až v roce 1741, zatímco hrabě Špork zemřel v Lysé n. L. v březnu roku 1738. (Pozn: Legenda o Šporkově zednářství ostatně není jediným omylem či historickou chybou, které lze nalézt ve Svátkově románu – zásadní chyby se zde objevují např. v životopisných údajích, týkajících se Šporkových dcer Anny Kateřiny a Marie Eleonory. Ve Svátkově díle má zřejmě svůj původ i tvrzení, že Špork měl všeobecně špatné a vyhrocené vztahy s jezuitským řádem, přičemž ve skutečnosti bylo možno tyto vztahy vesměs považovat za vcelku korektní a nekonflikní. Jedinou výjimkou zřejmě byl spor, který vznikl kvůli Novém lesu u Kuksu mezi hrabětem Šporkem a žirečskou rezidencí Tovaryšstva Ježíšova, spadající pod rakouskou řádovou provincii.).